# Царскосельская женская гимназия
Царскосельская женская гимназия — бывшее учебное заведение и историческое здание в Пушкине. Построена в 1910—1912 году. Объект культурного наследия регионального значения. Расположена на Пушкинской улице, дом 28/21, на углу с Леонтьевской улицей.

## История
Северную сторону Соборной площади изначально занимал Материальный двор. Участок для строительства здания гимназии был выбран в левой части упразднённого Материального двора. Проект архитектора А. Р. Баха был подготовлен в 1909 году, высочайше утверждён 2 июня 1910 года. Строительство начато 1 мая 1912 года и окончено 1 сентября 1913 года. Строительство оплачивало Министерство народного просвещения.
После Октябрьской революции гимназия была переименована в среднюю школу № 3. Во время Великой Отечественной войны здание сгорело. Во дворе в период немецкой оккупации Пушкина были захоронены 1000 жителей, умерших от голода. Здание было восстановлено, с 1950 года в нём находилась средняя школа № 407. Позднее здание было передано Дворцу детского и юношеского творчества, который занимает его и поныне. С 2003 года там же действует Музей истории народного образования в Царском Селе (Пушкине).

## Архитектура
Крупное здание, в четыре этажа, оформляет северную сторону Соборной площади. В соответствии с принципами классицизма, парадный фасад здания оформлен по трёхчастной схеме. Фасад горизонтально разделён на два яруса. Оформление здания было серьёзно упрощено при восстановлении после войны: утрачены раковины и вензели Николая II в нишах портиков, балконные решётки заменены балясинами, пилястры тосканского ордера дополнены ионическими волютами, не сохранились росписи парадных интерьеров.